# 山口新聞
山口新聞（やまぐちしんぶん、英：Yamaguchi Shimbun）は、山口県全域を発行エリアとする日刊の地方新聞。山口県下関市に本社を置くみなと山口合同新聞社が編集・発行している。山口県で唯一の県下全域を取材・発行エリアとする地方紙である。

## 概要
1946年（昭和21年）水産専門紙「西部水産速報」が創刊。1952年（昭和27年）「西部水産速報」は「みなと新聞」に改題する。1、2面を水産速報版、3、4面を下関市内版とし、市内版には市政・経済・社会記事を掲載。同年8月、水産速報版と市内版を独立させ、市内版を「夕刊みなと」とする。
1969年（昭和44年）「夕刊みなと」を「山口新聞」に改題。（株）山口新聞社を設立し、山口県全県エリアの県紙を目指して歩みはじめる。1992年（平成4年）10月、みなと新聞社と山口新聞社が合併し、みなと山口合同新聞社が誕生。
なお、みなと山口合同新聞社は日本新聞協会に加盟しているものの、共同通信社の加盟社にはなっていない。ただし、山口新聞として共同通信社から全国・世界のニュース記事の配信を受ける契約を結んでおり、共同通信社と地方紙で組織している「47NEWS」「よんななクラブ」に山口新聞として参加している。
共同通信社加盟社ではないことから、共同通信社加盟社が主催団体となる天皇杯 JFA 全日本サッカー選手権大会並びに同大会の山口県予選である山口県サッカー選手権大会には関与していない（中国新聞社が「中国新聞防長本社」名義で主催）。

### 紙面・記事の特色
- 題字は、当初1面右端に縦書きであったが、その後、1990年代に産経新聞と同じような形態で横組み中央部分に縦2行で表示したことがあった。さらに2006年（平成18年）の創立60年の際には横組み、横1行にしたことがあったが、2008年（平成20年）に右端の縦題字に戻している。

- 第2次安倍内閣発足以降、地元選出の安倍晋三内閣総理大臣の動静を一面で報じている（通常総理大臣の動静は中面で報じられる）。中面には、山口県知事と県内各市町の首長の動静を掲載している。
- 1面題字下部の「TODAY」欄に、過去の同じ日に起きた国内外および山口県内の主な出来事を掲載している。
- 紙面を「県東」「県央」「県西」など地域別に分けて、各地のニュースやイベント情報などを報じている。また、注目度の高い県内の社会ニュースは、1面または「県内社会」のページに掲載している。
- 中面の「県内社会」欄に、下関港の入船・出船情報を掲載。また、山口県内各地の潮汐情報と、関門地区の潮流情報も掲載している。
- 県内の主な交通機関の予約状況（残席）を掲載。（山口宇部空港、岩国錦帯橋空港、北九州空港、萩・石見空港と、新幹線「のぞみ」指定席、東京行き高速バスなど）
- 県内の青果物、花き、水産物の卸売市況を中面で日々報じている。
- 毎年秋の下関海響マラソンの共催者となっており、大会終了後、完走者の順位とタイム、コース写真などを紙面に掲載している。
- 2017年（平成29年）から「山口新聞電子版」のサービスを提供。過去30日分の紙面をパソコンやスマートフォン、タブレットで閲覧することができる。

## 沿革
- 1952年（昭和27年）4月 - 水産専門紙『みなと新聞』（1946年発刊）に下関市内版記事の連載開始。8月に市内版を分離して夕刊として発行。これが実質的な山口新聞の原型になる（朝刊は水産速報版として掲載）。
- 1954年（昭和29年） - 市内版夕刊を『夕刊みなと』と題名を変更。
- 1959年（昭和34年） - 日本新聞協会加盟。
- 1969年（昭和44年） - 『夕刊みなと』を『山口新聞』に題号変更。新たに株式会社山口新聞社を設立し、夕刊紙から朝刊紙に移行。
- 1992年（平成4年） - みなと新聞社と再統合され「みなと山口合同新聞社」から発行される。
- 2001年（平成13年） - フリーペーパー「週刊リフレッシュ」創刊。
- 2016年（平成28年） - 創立70周年記念イベントを開催。
- 2017年（平成29年） - 「山口新聞」電子版の配信を開始。

## ニュース提供
下関のコミュニティラジオ局カモンFMにニュースを提供している（月曜から金曜の18時半）。かつてFM山口にも月曜～金曜の18時55分から5分間地元のニュースを提供していたが、2015年3月末で終了した。なお、2009年3月までは土・日も放送した。

## コラム
- 「四季風」 - 1面コラム（「天声人語」や「編集手帳」などにあたる）
- 「東流西流」 - 中面掲載コラム。2ヶ月ごとに筆者が変わる。筆者は山口県内で活動・活躍している各分野の人物で、企業・店舗の経営者や自治体職員、ボランティア団体の代表など様々。日々の暮らしで感じたことや社会の出来事について自らの視点で執筆している。

## 取材拠点一覧
みなと山口合同新聞社が発行する「みなと新聞」と取材拠点を一部共有している。みなと新聞の取材拠点については、みなと新聞#取材拠点を参照のこと。

### 本部
- 編集局（編集制作・報道部）　下関市東大和町1-1-7 山口新聞会館

### 支社
- 山口支社：山口市吉敷下東1-3-1
- 周南支社：周南市平和通1-23 宮崎ビル3階
- 東京支社：東京都中央区築地2-10-6 Daiwa築地駅前ビル8階
- 大阪支社：大阪市福島区野田1-1-86 中央卸売市場業務管理棟12階

### 支局
- 宇部、萩、岩国、広島

## 関連紙
- みなと新聞　‐ 国内最大の水産食品専門紙。みなと山口合同新聞社が発行している。

## 番組表
第1テレビ欄（最終面）
- フルサイズ：NHK総合・Eテレ、YAB 山口朝日、KRY 山口放送、TYS テレビ山口、TNC テレビ西日本、TVQ テレビ九州[注 1]、
- ハーフサイズ（テレQの横）：NHK BS、NHK BSP4K
- ハーフサイズ（広告を挟んでフルサイズの下）：BS日テレ、BS朝日、BS-TBS、BSテレ東、BSフジ

第2テレビ欄（中面）
- ハーフサイズ（地上波）：KBC 九州朝日、FBS 福岡放送、RKB 毎日放送、HOME ホーム、RCC 中国、HTV 広島、TSS 新広島
- クォーターサイズ（BS）：WOWOWプライム・ライブ・シネマ、BS10スターチャンネル、BS11 イレブン、トゥエルビ、放送大学テレビ、BS釣りビジョン、BS松竹東急を掲載している。

※少なくとも2014年までは、TSK、NKT、BSSの山陰地区の番組を収録していたが、TNC・TVQ以外の福岡県の番組表が第2テレビ・ラジオに移動した関係で収録を取りやめている。また、2011年7月24日の地デジ完全移行に伴い、番組表局カットの下部にあった各中継局のチャンネル一覧は地デジID番号と各放送局ごとの電話番号の記載に変更された（第2テレビ面の広島・福岡の放送局分の電話番号は「テレビ・ラジオ」のタイトルカット右横に一括して載せている）。
- クォーターサイズ（ラジオ）：COME ON FM、KRY 山口、FM山口、ラジオNIKKEI、NHK第一、NHK第二、NHK FM

※ラジオ欄には以前、RKBラジオとKBCラジオ、RCCラジオも掲載されていた。
新聞休刊日の場合、元旦付けを除いて原則として第1テレビの当日分は最終面、翌日分は折込中面、ラジオと第2テレビは並列掲載される。

## 元旦編成
元旦は各紙部数を増やして特集に当たるが、山口新聞は3部構成をとる。
- 第1部：国内外のニュースや話題、県内ニュース、スポーツ、初売情報など（36頁程度）。
- 第2部：関心を集めるその年の話題（例えば2005年度は市町村合併がテーマ）（8頁程度）。
- 第3部：アーティスト特集、山口出身者年賀状、ラジオ・テレビ欄（12頁程度）。

総計概ね90ページ程度となる。

## 著名な出身者
- 古川薫（小説家）- 直木賞作家。1952年に山口大学教育学部を卒業。教員を経て山口新聞（みなと山口合同新聞社）に入社。編集局長を経て、1965年から作家活動を始めた。